# 京城兵事区
京城兵事区（けいじょうへいじく）は、1939年8月に日本統治時代の朝鮮に設置された大日本帝国陸軍の兵事区の一つ。京畿道、江原道、忠清北道を管轄領域とし、京城陸軍兵事部が置かれ徴兵・召集等兵事事務を所掌した。

## 概要
1939年（昭和14年）、陸軍兵事部令が制定され、朝鮮軍管区の第20師団管区の下に京城兵事区が設置された。1943年（昭和18年）の陸軍管区表の改正で管轄領域が京畿道のみになった。
京城兵事区を管轄した第20師団管区は1940年8月に京城師団管区に、1941年10月に京城師管、1945年4月1日に京城師管区に改組された。

## 京城陸軍兵事部長
| 代                             | 氏名           | 階級           | 在任期間       | 出典           |
| 京城兵事部部長                 | 京城兵事部部長 | 京城兵事部部長 | 京城兵事部部長 | 京城兵事部部長 |
| ------------------------------ | -------------- | -------------- | -------------- | -------------- |
|                                | 江坂弘         | 歩兵大佐       | 1939.8.1 -     | [ 4 ] [ 5 ]    |
|                                | 石谷甚三郎     | 歩兵大佐       | 1940.4.13 -    | [ 5 ]          |
|                                | 生沼吉郎       | 歩兵大佐       | 1942.8.1 -     | [ 6 ] [ 5 ]    |
| 京城兵事部部長・京城地区司令官 |                |                |                |                |
|                                | 岡本鎮彦       | 少将           | 1945.3.31 -    | [ 7 ] [ 5 ]    |